# Nekroza
Nekroza (iz grčkog νεκρός, "mrtav", νέκρωσις, "faza umiranja ili čin ubijanja") je odumiranje stanica u živim tkivima uzrokovan vanjskim neprirodnim uzrocima. Uzroci nekroze mogu biti različiti: hipoksija, ekstremne temperaturne razlike, bakterijski toksini, životinjski otrovi (kukci, zmije, pauci), djelovanje virusa, traumatska stanja. Ovaj je fenomen različit od apoptoze, ciljane i programirane smrti stanice izazvane prirodnim putem. Dok je apoptoza gotovo uvijek blagotvorna za organizam, nekroza je u pravilu vrlo štetna za organizam, a ponekad i smrtonosna .
Stanice koje odumiru tijekom nekroze ne otpuštaju uobičajene kemijske signale imunosnom sustavu, kao što se u pravilu dešava kod apoptoze.  Stanice imunološkog sustava koje vrše fagocitozu stoga nedovoljno reagiraju i ne gutaju ni razgrađuju mrtve ostatke nekrotičnih stanica. To dovodi do nakupljanja odumrlog tkiva i ostataka mrtvih stanica u i oko mjesta gdje je započeo proces nekroze. Iz tog je razloga često potrebno kirurško odstranjivanje odumrlog tkiva.

## Podjela
Morfološki gledano postoje različite vrste nekroze:
- Koagulativna nekroza je okarakterizirana stvaranjem želatinastog materijala u mrtvom tkivu,[2] pri čemu stanična arhitektura tkiva ostaje očuvana i može se promotriti pod svjetlosnim mikroskopom. Karakteristično je stvaranje čvrste mase sačinjene uglavnom od denaturiranih bjelančevina.[3] Ova se vrsta nekroze u prvom redu javlja kod hipoksije (niske razine kisika u tkivima), kao npr. nakon srčanog, bubrežnog infarkta ili infarkta nadbubrežne žlijezde. Teški oblici ishemije u pravilu uzrokuju ovaj oblik nekroze.[4]

- Kolikvativna nekroza je vrsta staničnog odumiranja pri čemu stanice imunološkog sustava razgrađuju mrtvo tkivo i stvaraju ljepljivu gnojnu tekućinu.[2] Ovaj je oblik nekroze karakterističan za bakterijske, ponekad i gljivične infekcije, koje imaju sposobnost jake stimulacije imunosnog odgovora u obliku upale. Gnojna tekućina je gusta, ljepljiva i žućkaste boje pošto sadrži mnoštvo mrtvih leukocita.[2] Kolikvativna nekroza je česta prilikom moždanog udara, pošto mozak sadrži vrlo malo vezivnog tkiva i velike količine lipida koje s lakoćom razgrade enzimi umirućih stanica.[3]

- Kazeozna nekroza se može definirati kako kombinacija koagulativne i kolikvativne nekroze.[3] Najčešće se javlja kod infekcije mikobakterijama (npr. tuberkuloze), gljivica ili kod prodiranja stranih čestica u tkivo. Odumrlo je tkivo kod ovog oblika nekroze bijele boje i zrnasto, poput mekog sira. Mrtve se stanice raspadnu ali ne bivaju potpuno probavljene od fagocita stvarajući tako granuloznu masu.[3] Pri svjetlosnoj mikroskopiji se vidi struktura sa središnjim zrnastim amorfnim sadržajem okružen jasnim rubom upalnog procesa, što je karakteristično kod granuloma.[5]

- Enzimska nekroza masnog tkiva ili steatonekroza je posebna vrsta nekroze masnog tkiva,[5] kao posljedica aktiviranja probavnih enzima lipaza i proteaza unutar gušterače i u okolnom masnom tkivu. Karakteristična je za akutni pankreatitis, upalu gušteraće pri kojoj se enzimi koji bi trebali razgraditi masti iz hrane tijekom probave, oslobode u trbušnu šupljinu. U dodiru s masnim tkivom u peritonealnom prostoru enzimi razgrađuju masti u masne kiseline i započinju proces saponifikacije.[2] Na masne se kiseline vežu ioni kalcija, magnezija i natrija stvarajući tako bijelu sapunastu masu.[3]

- Fibrinoidna nekroza je vrsta nekroze krvnih žila izazvana aktivacijom imunosnog sustava. Okarakterizirana je prisustvom imunih kompleksa antigena i antitijela, koji se zajedno s fibrinom talože unutar slojeva stjenke arterija.[2]

## Uzroci i tijek nekroze
Staničnu nekrozu mogu izazvati brojni vanjski uzroci, kao što su povreda, infekcija, rak, infarkt, životinjski otrov ili opekline i ozebline. Infarkt (blokada dotoka krvi u tkivo), na primjer, uzrokuje nekrozu mišićnog tkiva zbog nedostatka kisika u pogođenim stanicama. Otrovi nekih pauka i zmija mogu izazvati nekrozu tkiva oko mjesta ujeda. Nekroza se može pojaviti i kod infekcije streptokoka grupe A.
Nekrotičko tkivo ne prolazi kroz iste kemijske reakcije kao stanice kod kojih je aktiviran proces apoptoze. Iznenadno otkazivanje jednog dijela stanice izaziva niz povezanih događaja. Osim nedovoljnog signala imunosnom sustavu, stanice koje prolaze kroz nekrozu mogu ispuštati enzime za razgradnju u okolno tkivo. Stanice sadrže organele koji se nazivaju lizosomi i imaju ulogu razgradnje nepotrebnog i oštećenog staničnog materijala. Prilikom nekroze, oštećenje membrane lizosoma može dovesti do otpuštanja enzima koji se u njemu nalaze i time do uništenja drugih dijelova stanice. Isti se enzimi oslobađaju iz uništene stanice u međustanični prostor i izazivaju lančanu reakciju daljih staničnih smrti.
Mikroskopski gledano, nekroza tipično počinje nadimanjem stanice, zatim slijedi smanjenje volumena stanične jezgre koji se naziva piknozom. Stanična jezgra se zatim razgrađuje unutar citoplazme što nazivamo karioreksijom. U kasnijoj se fazi razgrađuju membrane organela i same stanične membrane što izaziva raspad stanice ili staničnu lizu. Otpuštanje staničnog sadržaja nakon probijanja stanične membrane stimulira imunosni sustav da pokrene proces upale.

## Terapija
Liječenje nekroze se u pravilu sastoji od dva različita procesa. Prvi je korak saniranje uzroka koji je doveo do nekroze, prije nego što se povede računa o samom umrlom tkivu.
- U slučaju ishemije, kao npr. kod infarkta miokarda dolazi do proizvodnje reaktivnih vrsta kisika (eng. Reactive Oxygen Species - ROS) kao posljedica hipoksije. Reaktivne vrste kisika kaotično reagiraju s okolnim makromolekulama i oštećuju tako stanične membrane, bjelančevine i DNK stanica. Osim uklanjanja primarnog uzroka ishemije koristan je i tretman antioksidativnim tvarima koje neutraliziraju djelovanje reaktivnih vrsta kisika.[9]

- kod nekroze izazvane traumom, pacijent se lijeći antibioticima i nesteroidnim protuupalnim lijekovima kako bi se izbjegla infekcija traumatiziranog tkiva i ograničila upala.

- kod nekroze izazvane kemijskim tvarima ili otrovima, nužno je što brže odstranjenje tvari koja izaziva nekrozu (kiseline, lužine, otrova...), dezinfekcija oštećenog tkiva i korištenje protuupalnih lijekova.[10] U slučaju nekroze izazvane zmijskim ili paukovim ugrizom koriste se protuotrovi s ciljem neutralizacije djelovanja i širenja otrova i antibiotici s ciljem sprječavanja infekcije ugriza.[11]

Drugi korak liječenja nekroze predviđa odstranjenje mrtvog tkiva. Standardna terapija koja se primjenjuje u slučaju nekroze (trauma, dekubitus, opekline itd.) je kirurško odstranjivanje nekrotičnog tkiva. Ovisno o stupnju nekroze, ovo može varirati od odstranjivanja malih dijelova kože do potpune amputacije zahvaćenih udova ili organa. Druga je mogućnost kemijsko uklanjanje pomoću probavnih enzima. U vrlo rijetkim slučajevima, primijenila se terapija ličinkama kukaca koje proždiru mrtvo tkivo ostavljajući živo tkivo netaknutim. Ova je terapija pokazala vrlo dobre rezultate.